# Marie van Maanen
Marie van Maanen (Rotterdam, 2 september 1869  – Domburg, 11 maart 1960) was een Nederlandse journaliste.

## Loopbaan
Marie van Maanen was woonachtig en werkzaam als journalist in Rome. Ze publiceerde twee boeken over Italië bij de Rotterdamse uitgeverij Nijgh & Van Ditmar: Italië kennen is Italië liefhebben in 1921 en Trinakria, eiland van zon en vuur in 1929. In 1923 publiceerde ze de reportage De Etna op bij maneschijn in De Nieuwe Gids.

## Trivia
Van Maanen was bevriend met Alphons Diepenbrock, componist en schrijver over klassieke muziek en andere onderwerpen, en onderhield een correspondentie met hem.